# Saint-Julien-de-Gras-Capou
Saint-Julien-de-Gras-Capou è un comune francese di 66 abitanti situato nel dipartimento dell'Ariège nella regione dell'Occitania.

## Società

### Evoluzione demografica
Abitanti censiti